# Número de identificación de las publicaciones oficiales
El número de identificación de las publicaciones oficiales (NIPO) es un código utilizado en España por la Administración General del Estado para identificar las publicaciones oficiales, tanto impresas como electrónicas. El Ministerio de la Presidencia de España, a través de la Secretaría de la Junta de Coordinación de Publicaciones Oficiales, se encarga de la tramitación de la asignación del NIPO previa solicitud de la unidad u organismo editor.

## Regulación
El NIPO fue introducido en una orden de 1985. Desde entonces, ha estado regulada por sucesivas órdenes emitidas en 1993, 2011 y 2015.
En la actualidad, está regulado por la Orden PRE/2418/2015, de 6 de noviembre, que consta de doce artículos.

## Formato
El NIPO está formado por nueve dígitos distribuidos en cuatro grupos separados por guiones de la siguiente manera:
1. el primero, formado por tres dígitos, identifica a la unidad u organismo editor;
2. el segundo, formado por dos dígitos, el año de programación de la publicación expresado por sus dos últimas cifras;
3. el tercero, formado por tres dígitos, constituye el número correlativo, o número currens, del orden de asignación en el año natural;
4. el cuarto es un único dígito de control (aunque también puede ser una X)[5] para tratamiento informático.